# 始异齿下纲
始异齿下纲（Archiheterodonta）是異齒亞綱（Heterodonta）下的一个较小的分类单元，主要包含一些较原始的异齿类双壳类。其特点包括：铰齿结构较简单，介于原始古異齒類（Palaeoheterodonta）和更进步的异齿类（如帘蛤目 Venerida）之间。现生代表较少，目前仅存心蛤目（Carditida），其余多为化石类群（如某些中生代的早期异齿类）。生态上多为底栖滤食性动物，生活在海洋环境中。